# Scleropogon cinerascens
Scleropogon cinerascens är en tvåvingeart som först beskrevs av Werner Back 1909.  Scleropogon cinerascens ingår i släktet Scleropogon och familjen rovflugor.
Artens utbredningsområde är Texas. Inga underarter finns listade i Catalogue of Life.